# Prix national de musique
Le prix national de musique d'Espagne (en espagnol Premio Nacional de Música) fait partie des Prix nationaux de la culture, qui sont décernés chaque année par le gouvernement espagnol par l'intermédiaire du ministère responsable, normalement le ministère de la Culture.

## Historique des prix nationaux de musique d'Espagne
Les prix nationaux de la musique en Espagne ont commencé à être décernés pendant la période constitutionnelle du règne d'Alphonse XIII (1902-1923), continué par la dictature de Primo de Rivera (1923-1930), la Deuxième République espagnole (1931-1939), la dictature de Francisco Franco (1939-1975) et ils continuent pendant la Transition démocratique espagnole (1975-1978) et l'Espagne constitutionnelle démocratique qui a commencé en 1978 
Pour l'attribution des prix, la qualité des œuvres ou des activités récompensées et leur importance en tant que contribution exceptionnelle et innovante à la vie musicale espagnole sont prises en compte.
En 2011, le montant en argent du prix pour chaque modalité s'élevait à 30 000 euros. Le prix est décerné avant le 15 décembre de chaque année.

### Prix national de musique actuelle
En 2009, une nouvelle modalité des prix nationaux de la musique appelée Prix national de musique actuelle a commencé à être décernée aux musiciens liés à la pop, au rock et à d'autres tendances de la musique contemporaine.

## Lauréats
| Année | Composition                                      | Interprétation                                        |
| ----- | ------------------------------------------------ | ----------------------------------------------------- |
| 2023  | Eduardo Soutullo                                 | Juan Manuel Cañizares                                 |
| 2022  | Alicia Díaz de la Fuente                         | Jaime Martín (es)                                     |
| 2021  | Gabriel Erkoreka (es)                            | Montserrat Torrent                                    |
| 2020  | Raquel García-Tomás                              | Spanish Brass (es)                                    |
| 2019  | Félix Ibarrondo                                  | Asier Polo (es)                                       |
| 2018  | Javier Darias                                    | Cuarteto Quiroga (es)                                 |
| 2017  | Teresa Catalán                                   | Rosa Torres-Pardo (es)                                |
| 2016  | Antoni Parera Fons                               | Juanjo Mena                                           |
| 2015  | Alfredo Aracil                                   | María José Montiel (es)                               |
| 2014  | María de Alvear                                  | Jordi Savall                                          |
| 2013  | Benet Casablancas                                | Trío Arbós (es)                                       |
| 2012  | Jesús Torres (es)                                | Javier Perianes                                       |
| 2011  | Alberto Posadas                                  | Orchestre baroque de Séville (es)                     |
| 2010  | Elena Mendoza                                    | Diego Fernández Magdaleno (es)                        |
| 2009  | Josep Soler i Sardà                              | María Bayo                                            |
| 2008  | Carles Santos Ventura                            | José Luis Temes (es)                                  |
| 2007  | Jorge Fernández Guerra                           | Miguel Poveda                                         |
| 2006  | César Camarero (es)                              | Cuarteto Casals                                       |
| 2005  | David del Puerto (es)                            | Grup Instrumental de València (es)                    |
| 2004  | Jesús Rueda Azcuaga (es)                         | Al Ayre Español                                       |
| 2003  | José María Sánchez-Verdú                         | Carlos Álvarez                                        |
| 2002  | Tomás Marco                                      | Arturo Tamayo                                         |
| 2001  | Mauricio Sotelo                                  | Carmen Linares                                        |
| 2000  | José Manuel López López                          | Manuel Muñoz Alcón, Manolo Sanlúcar                   |
| 1999  | Ángel Martín Pompey                              | Josep Pons                                            |
| 1998  | Agustín González Acilu                           | Josep Maria Colom del Rincón                          |
| 1997  | José García Román (es)                           | Sax Ensemble                                          |
| 1996  | José Luis Turina                                 | Teresa Berganza                                       |
| 1995  | José Luis de Delás (es)                          | Víctor Pablo Pérez (es)                               |
| 1994  | Jesús Villa Rojo (es)                            | Enrique Morente                                       |
| 1993  | Antón García Abril                               | Luis Galve Raso                                       |
| 1992  | Carmelo Bernaola                                 | Joaquín Achúcarro                                     |
| 1991  | Luis de Pablo                                    | Guillermo González Hernández (es)                     |
| 1990  | Manuel Castillo (es) Joan Guinjoan               |                                                       |
| 1989  | Cristóbal Halffter                               | Antoni Ros-Marbà (direction)                          |
| 1988  | José Ramón Encinar (es)                          | Montserrat Caballé                                    |
| 1987  | Gonzalo de Olavide (es)                          | Narciso Yepes                                         |
| 1986  | Rodolfo Halffter                                 | Miguel Querol Gavalda (es) (musicologue et chercheur) |
| 1985  | Xavier Montsalvatge Bassols                      | Alicia de Larrocha                                    |
| 1984  | Ernesto Halffter                                 | Eduardo del Pueyo                                     |
| 1983  | Joaquín Rodrigo                                  | Nicanor Zabaleta                                      |
| 1982  | Fernando Remacha                                 | Andrés Segovia                                        |
| 1981  | Federico Mompou                                  |                                                       |
| 1980  | Fernando Remacha                                 | Victoria de los Ángeles                               |
| 1971  | Agustín González Acilu                           |                                                       |
| 1969  | Tomás Marco                                      |                                                       |
| 1962  | Carmelo Bernaola                                 |                                                       |
| 1961  | Rafael Rodríguez Albert                          |                                                       |
| 1960  | Francisco Escudero                               | Miguel Sierra                                         |
| 1959  | Manuel Castillo (es)                             |                                                       |
| 1958  | Manuel Moreno-Buendía (es)                       |                                                       |
| 1957  | Francisco Escudero                               |                                                       |
| 1953  | Cristóbal Halffter                               |                                                       |
| 1952  | Rafael Rodríguez Albert                          |                                                       |
| 1945  | Manuel Palau                                     |                                                       |
| 1938  | Fernando Remacha                                 |                                                       |
| 1933  | Agapito Marazuela (es)                           |                                                       |
| 1932  | Antonio José Martínez Palacios, Fernando Remacha |                                                       |
| 1927  | Manuel Palau                                     |                                                       |
| 1926  | Julián Bautista                                  |                                                       |
| 1923  | Julián Bautista                                  |                                                       |